# БМД-3
БМД-3 (рус. боевая машина десанта) је совјетско, амфибијско, гусеничарско борбено возило пешадије, које је укључено у употребу 1990. године. Предвиђено је да представља ватрену подршку за падобранске јединице. Ова верзија није унапређени БМД-1, већ потпуно редизајнирано возило са хидропнеуматском суспензијом, новим трупом, и много јачим мотором. Користи се купола као на возилу БМП-2.
Производња је почела годину дана пре распада Совјетског Савеза и сада се у оквиру руске војске налази 123 БМД-3 и 60 БМД-4 модела. 

## Карактеристике
Труп БМД-3 задржава облик брода, са куполом кога опслужују два члана посаде (тобџија и командир). БМД-3 има унапређена амфибијска својства у односу на претходне моделе. У телу возила има више простора за путнике, а такође је унапређена ватрена моћ возила. Возило може бити избачено из авиона са све 7 чланова посаде. Ранији модели су избацивани без посаде, што је била велика мана. Овако, док је посада у возилу, повећава се елемент изненађења. Тело возила је комплетно заварено, што пружа заштиту посади и путницима од оружја мањег калибра и шрапнела. 

## Наоружање
Главно наоружање представља топ 2A42 калбира 30мм, који је опремљен гасном кочницом. Топ је и висински и приликом кретања лево-десно, стабилизован. Максималан домет када се користе противоклопне гранате је око 2.000 метара. Када се користи високо експлозивна муниција, домет је око 4.000 метара. Десно од топа се налази коаксијални митраљез калибра 7.62мм. На крову куполе је монтиран лансер ПО ракета 9К111 Фагот или 9М113 Конкурс. Са обе стране куполе се налазе по три лансера димних бомби калибра 81мм.
На левој предњој страни возила је монтиран АГС-17 аутоматски бацач граната калибра 30мм, док је на левој страни монтиран митраљез калибра 5.45мм.

## Верзије
- БМД-3 (Објекат 950) - основна верзија
- БМД-4 (Објекат 960) - модификована верзија са новом куполом. Користи се и ново наоружање, и то: топ 2А70 од 100мм, аутоматски 2А72 топ 30мм и митраљез 7.62мм. У употребу је уведен нови систем контроле паљбе „Рамка“. У овој верзији, АГС-17 је избачен из употребе.
- БМД-4М - унапређена верзија са потпуно новом шасијом. Користи се нови УТД-29 мотор од 500 коњских снага, који користи БМП-3. Возило је представљено руској ваздушно-десантној војсци у марту 2008. године. До августа 2011. процес процене возила још није био завршен, и још није направљен чврст договор о испоруци првих возила.
- РХМ-5 (Објекат 958) - хемијско извиђачко возило, опремљено истом опремом као БТР-80 у верзији РХМ-4. Купола је скинута и користи се само фиксирани митраљез.
- БТР-МД (Објекат 955) - вишенаменско, транспортно возило, које нема куполу, али има проширен труп. Може да се користи за превоз војника, горива, муниције или рањеника.
- 2С25 - Спруд - Ловац тенкова, наоружан топом 2А75, калибра 125мм и ПО носачем ракета 9М119 Свир. Шасију покреће 7 уместо 5 погонских точкова. Користи се и нови мотр 2В-06-2С, који остварује 510 коњских снага. Тежак је 18 тона и има три члана посаде. Налази се у инвентару руске војске од 2007. године (24 комада).